# Alberto Michán
Alberto Michán Halbinger (Ciudad de México, 2 de diciembre de 1978) es un jinete mexicano, nacionalizado israelí, que compitió en la modalidad de salto ecuestre. Ganó una medalla de bronce en los Juegos Panamericanos de 2011, en la prueba por equipos.

## Palmarés internacional
| Representando a México |                      |                   |             |
| Juegos Panamericanos   |                      |                   |             |
| Año                    | Lugar                | Medalla           | Categoría   |
| 2011                   | Guadalajara (México) | Medalla de bronce | Por equipos |